# Chery Cowin E3

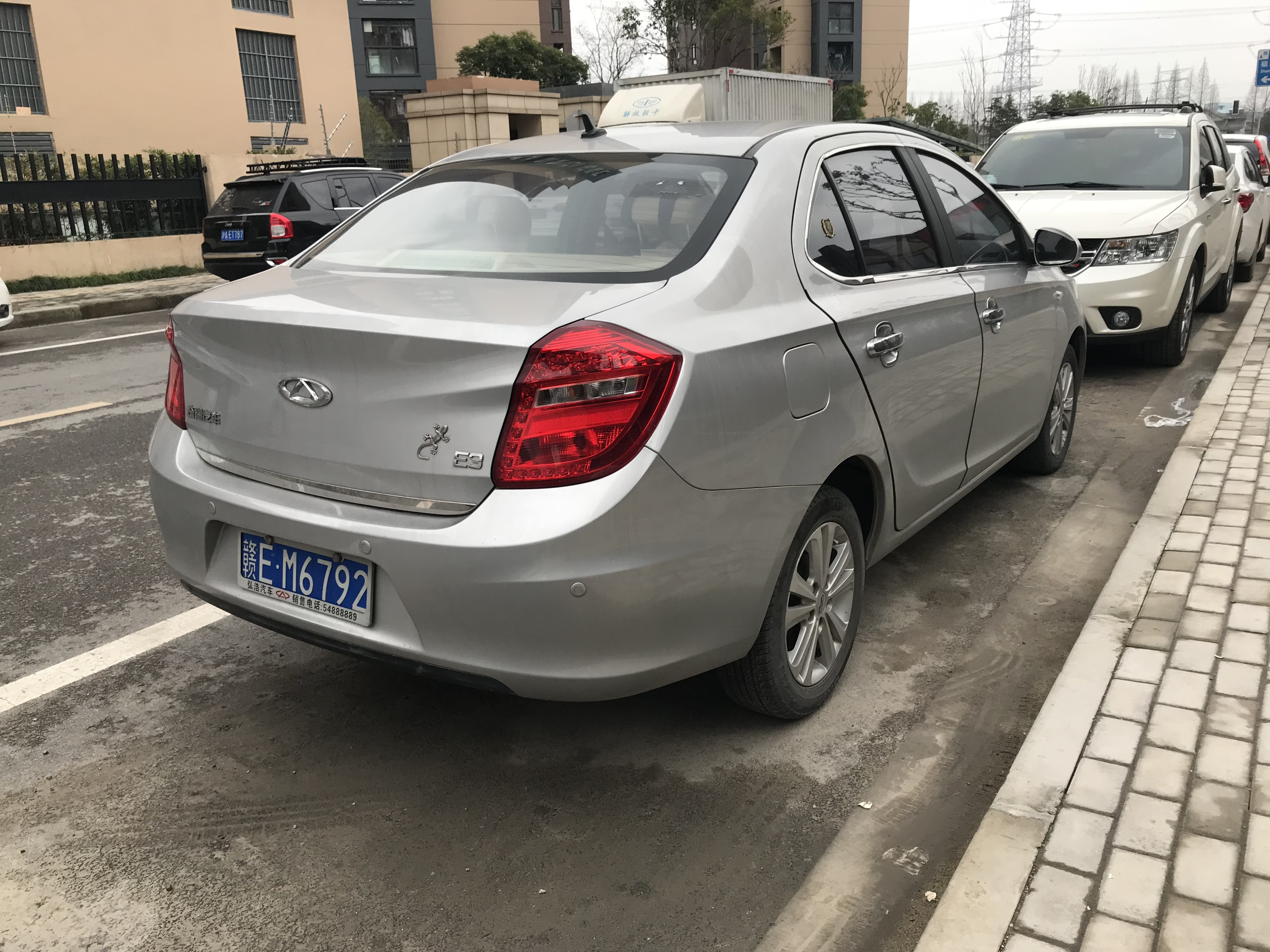
Heckansicht

Der Chery Cowin E3 (intern A19) ist eine Stufenheck-Limousine des chinesischen Automobilherstellers Chery Automobile, die ab dem 12. September 2013 verkauft wurde. Bis 2014 wurde das Modell als Chery E3 vermarktet. Das Fahrzeug steht auf der gleichen Plattform wie der Chery Arrizo 3. 2017 erhielt der E3 ein Facelift.
Den Antrieb übernimmt ein 1,5-Liter-Ottomotor mit einer maximalen Leistung von 80 kW (109 PS), der das Fahrzeug auf bis zu 175 km/h beschleunigt.

## Technische Daten
|                                            | 1.5                   | 1.5 AT                     |
| ------------------------------------------ | --------------------- | -------------------------- |
| Bauzeitraum                                | 2013–2021             | 11/2017–2021               |
| Motorkenndaten                             |                       |                            |
| Motortyp                                   | R4-Ottomotor          | R4-Ottomotor               |
| Hubraum                                    | 1497 cm³              | 1497 cm³                   |
| max. Leistung bei min−1                    | 80 kW (109 PS) / 6000 | 80 kW (109 PS) / 6000      |
| max. Drehmoment bei min−1                  | 140 Nm / 3000         | 140 Nm / 3000              |
| Kraftübertragung                           |                       |                            |
| Antrieb                                    | Vorderradantrieb      | Vorderradantrieb           |
| Getriebe, serienmäßig                      | 5-Gang-Schaltgetriebe | 4-Stufen-Automatikgetriebe |
| Messwerte                                  |                       |                            |
| Höchstgeschwindigkeit                      | 175 km/h              | k. A.                      |
| Beschleunigung, 0–100 km/h                 | 11,5 s                | k. A.                      |
| Kraftstoffverbrauch auf 100 km, kombiniert | 6,3–6,5 l Super       | 6,9 l Super                |
| Leergewicht                                | 1208 kg               | 1230 kg                    |
| Tankinhalt                                 | 42 l                  | 42 l                       |